# حمام سید نور
حمام سید نور مربوط به دوره قاجار است و در کرمانشاه، خیابان آل آقا، کوچه چنانی واقع شده و این اثر در تاریخ ۱۱ مرداد ۱۳۸۴ با شمارهٔ ثبت ۱۲۴۸۳ به‌عنوان یکی از آثار ملی ایران به ثبت رسیده است.